# Бандера Тарас Йосипович
Бандера Тарас Йосипович (* 6 лютого 1929, м.Стрий - 9 жовтня 2016, м. Борислав) — український галицький спортовець, тренер зі стрільби із лука.

## Короткий життєпис
До початку Другої світової війни оселився у Бориславі, звідки походила його мама — Крисько (Бандера) Стефанія Теодорівна. Батько - Бандера Йосиф Онуфрійович. Доводиться племінником Степанові Бандері.
У травні 1941 р.- разом із матір'ю зазнав виселення до Сибіру і подальших переслідувань з боку радянської влади, проте здобув вищу освіту. Навчався на військовому факультеті при Ленінградському інституті фізичної культури ім. Лесгафта.
Працював у Бориславі інженером на підприємстві «Хлорпроект», став майстром спорту СРСР зі стрільби з лука і створив у Бориславі школу лучників, яка славилася у всьому Союзі. У ті роки у Бориславі проводилася навіть першість СРСР із стрільби з лука «Прикарпатська стріла» (співорганізатори — Труш Роман Іванович, Михайло Блинда, Андрій Гавришків).
Вихованець Тараса Бандери — Любомир Стрільбицький — став першим у СРСР призером Чемпіонату Європи зі стрільби з лука, пізніше також став заслуженим тренером УРСР з цього виду спорту.

## Вшанування
- 2009 року рішенням Бориславської міської ради надано звання «Почесний громадянин Борислава»[2].